# Вајденхан
Вајденхан (њем. Weidenhahn) општина је у њемачкој савезној држави Рајна-Палатинат. Једно је од 192 општинска средишта округа Вестервалд. Према процјени из 2010. у општини је живјело 571 становника. Посједује регионалну шифру (AGS) 7143305.

## Географски и демографски подаци
Вајденхан се налази у савезној држави Рајна-Палатинат у округу Вестервалд. Општина се налази на надморској висини од 380 метара. Површина општине износи 3,2 km². У самом мјесту је, према процјени из 2010. године, живјело 571 становника. Просјечна густина становништва износи 176 становника/km².